# Афарская котловина
Афа́рская котловина (Данаки́льская котловина, Афарский треугольник) — геологическая депрессия на Африканском Роге, на территории Джибути, Сомали, Эритреи и Афарского региона Эфиопии. Известна как место находок древнейших останков человека — Australopithecus afarensis.
Афарская котловина включает Данакильскую пустыню и самую низкую точку Африки — озеро Ассаль (−155 м ниже уровня моря); в котловине также находится самый низкий в мире вулкан Даллол (впадина Данакиль) — одно из самых жарких мест планеты. Температура изменяется от +25 °C в сезон дождей (с сентября по март) до +48 °C в сухой сезон (март — сентябрь). Река Аваш — единственная река, протекающая в котловине.

## Природа
Климат Афарской котловины жаркий и засушливый. Большая часть года без осадков. Количество осадков за год 100—200 мм. Количество осадков уменьшается при приближении к побережью. Река Аваш пересекает юг Афарской котловины, являясь зелёной полосой жизни для флоры, фауны и местного населения — афаров. Примерно в 128 км от Красного моря река превращается в череду соленых озёр. Около 1200 км² котловины покрыто толстым слоем соли, что является главным источником дохода местных жителей.
Животные и растения представлены видами, устойчивыми к условиям пустыни. Растительность представлена засухоустойчивыми растениями: небольшими деревьями (драцена), кустарниками и травами.
Млекопитающие представлены растительноядными: зебра Греви, Газели, бейза, а также последний ареал африканских диких ослов. Птицы представлены следующими видами: страус, эндемичный жаворонок Heteromirafra archeri, птица-секретарь, дрофа, абиссинская сизоворонка, хохлатый турач. В южной части котловины, в Эфиопии, расположен Заповедник Миль-Сардо (с 1973).

## Геология
Афарская котловина является тектоническим тройником (Афарский тройник), здесь пересекаются Рифт Красного моря, Восточно-Африканская рифтовая долина и Аденский хребет. Точкой пересечения является озеро Аббе. Котловина является вторым местом в мире (кроме Исландии), где океанические хребты могут быть изучены на суше.
В котловине идёт постоянное тектоническое движение (1–2 см в год), что приводит к постоянным землетрясениям и образованию дайки на глубине 2–9 км, образованию щелей на поверхности, на границах плит, до 8 м.
За несколько миллионов лет геологи ожидают прорыв Красного моря через хребты, окружающие котловину. За 10 млн лет должен полностью наполниться водой весь Восточно-Африканский рифт, на протяжении 6000 км образуя новое море.
Фундамент Афарской котловины состоит из лавы, главным образом из базальта. В котловине находится один из крупнейших в мире вулканов Эртале.